# 苏巴 (行政区划)
苏巴是印度莫卧儿帝国时期的行政区划，相当于省。其省的长官称“苏巴达尔”。苏巴创设于阿克巴统治时期。最初有12个，在阿克巴统治末期增为15个。每个苏巴下辖若干萨尔卡尔(相当于“专区”)。萨尔卡尔之下为帕尔加纳。

## 莫卧儿帝国早期的12个苏巴
- 喀布尔
- 拉合尔
- 木尔坦
- 阿杰梅尔
- 古吉拉特
- 德里
- 阿格拉
- 马尔瓦
- 阿瓦德
- 阿拉哈巴德
- 比哈尔
- 孟加拉